# Jablonov nad Turňou
Jablonov nad Turňou est un village de Slovaquie situé dans la région de Košice.

## Histoire
La première mention écrite du village date de 1235.
La localité fut annexée par la Hongrie après le premier arbitrage de Vienne le 2 novembre 1938. En 1938, on comptait 905 habitants dont 21 d'origine juive. Elle faisait partie du district de Turňa nad Bodvou (hongrois : Tornai járás). Le nom de la localité avant la Seconde Guerre mondiale était Jablonov nad Turnou/Szádalmás. Durant la période 1938 - 1945, le nom hongrois Szádalmás était d'usage. À la libération, la commune a été réintégrée dans la Tchécoslovaquie reconstituée.

## Démographie

### Évolution de la population
| Année:               | 1994. | 2004.   | 2014.   | 2024.   |
| -------------------- | ----- | ------- | ------- | ------- |
| Nombre de personnes: | 863   | 862     | 786     | 733     |
| Différence:          |       | -0,11 % | -8,81 % | -6,74 % |

| Année:               | 2023. | 2024.   |
| -------------------- | ----- | ------- |
| Nombre de personnes: | 737   | 733     |
| Différence:          |       | -0,54 % |